# Hipótesis del ingreso relativo
La hipótesis del ingreso relativo es un modelo económico desarrollado por el economista James Duesenberry que afirma que la actitud de un individuo respecto al consumo y el ahorro está dictado más por sus ingresos en relación con otros que por el nivel de vida abstracto. El porcentaje de los ingresos que un individuo dedica al consumo depende del percentil en el que se encuentra dentro de la distribución de los ingresos.
Por otro lado, supone que el consumo presente no sólo está influido por los niveles presentes de ingresos absolutos y relativos, sino también por los niveles de consumo mantenidos en el período anterior. Para una familia es difícil reducir el nivel del consumo una vez establecido. La tasa agregada de consumo e ingresos se asume que depende del nivel actual de ingresos relativos y del pico de ingresos alcanzado en el pasado.